# Sault (Couze)
Der Sault ist ein kleiner Fluss im Zentralmassiv von Frankreich, der im Département Puy-de-Dôme der Region Auvergne-Rhône-Alpes südlich der Stadt Clermont-Ferrand verläuft.

## Geografie

### Verlauf
Der Sault entspringt im nordöstlichen Gemeindegebiet von La Godivelle am Rande eines größeren Feuchtgebietes, entwässert generell Richtung Nordnordost durch ein gering besiedeltes Gebiet im Regionalen Naturpark Volcans d’Auvergne und mündet nach rund 15 Kilometern an der Gemeindegrenze von Valbeleix und Chassagne als rechter Nebenfluss in die Couze de Valbeleix, die hier die sehenswerte Schlucht Gorges de Courgoul gebildet hat. Der Sault ändert in seinem Verlauf mehrfach den Namen: Im Oberlauf nennt er sich auch Ruisseau de l’Eau derrière, im Mittelteil dann Ruisseau de Roche Charles und nimmt erst im Unterlauf seinen definitiven Namen an.

### Orte am Fluss
(Reihenfolge in Fließrichtung)
- Les Fonts, Gemeinde Compains
- La Cabane, Gemeinde Saint-Alyre-ès-Montagne
- La Mayrand, Gemeinde Roche-Charles-la-Mayrand
- Boslabert, Gemeinde Roche-Charles-la-Mayrand
- La Chevade, Gemeinde Valbeleix
- Sault, Gemeinde Chassagne